# Fulgurotherium
 (octobre 2012).
Genre
Espèce
Fulgurotherium est un des nombreux hypsilophodontes d'Australie. L'origine de son nom vient de la Bête de Lightning pour la mine Lightning Ridge en Nouvelle-Galles du Sud, en Australie, où il a été découvert.

## Description
Fulgurotherium est un petit Ornithopode australien de la famille des hypsilophodontidae. Il pouvait atteindre une longueur de 2 m et une hauteur d'1 m. Son poids pouvait varier de 10 à 40 kilos.
C'est un herbivore du Crétacé qui vivait dans les forêts et les plaines du Gondwana.
Il mangeait des fougères avec sa mâchoire en forme de bec équipé de dents en forme de ciseau.
Ce bipède possédait des jambes musclées qui lui permettaient de courir vite (environ 50 km/h).
Sa queue lui servait de balancier lorsqu'il courait. Pendant le Crétacé, l'Australie était collée à l'Antarctique, c'est pourquoi on peut penser que Fulgurotherium vivait en hardes qui migraient pour échapper aux hivers glacials.
Depuis 2010 et l'étude de F. L. Agnolin, M. D. Ezcurra, D. F. Pais et S. W. Salisbury, la plupart des chercheurs le considèrent aujourd'hui comme un nomen dubium. 
Son nom est un exemple inhabituel d'un nom dans lequel -therium a été utilisé pour un animal qui n'est pas un mammifère éteint . 

## Autres Hypsilophodontidés
- Hypsilophodon
- Dryosaurus
- Qantassaurus
- Atlascopcosaurus
- Othnielia
- Tenontosaurus